# Halle Open 2006
L'Halle Open 2006 è stato un torneo di tennis giocato sull'erba.
È stata la 14ª edizione dell'Halle Open, che faceva parte della categoria International Series nell'ambito dell'ATP Tour 2006.
Si è giocato al Gerry Weber Stadion di Halle in Germania, dal 12 al 18 giugno 2006.

## Campioni

### Singolare
Roger Federer ha battuto in finale  Tomáš Berdych con il punteggio di 6–0, 6(4)–7, 6–2

### Doppio
Fabrice Santoro /  Nenad Zimonjić hanno battuto in finale  Michael Kohlmann /  Rainer Schüttler con il punteggio di 6–0, 6–4